# Битка за Негуш (1798)
Вижте пояснителната страница за други значения на Битка за Негуш.
Битката за Негуш (на гръцки: Μάχη της Νάουσα) е сражение от 1798 година между силите на Али паша Янински, които се опитват да овладеят град Негуш и защитниците, жители на града. Сражението завършва с неуспех на частите на Али паша.

## Предистория
Епирският отцепник Али паша Янински, овладял цялата територия между Енидже Вардар и Бистрица с градовете Воден и Бер, започва опитите си за завладяване на града през 1795 година, когато първоначално се опитва с обещания да накара негушани да признаят суверенитета му и доброволно да се присъединят към Янинския пашалък, а по-късно напада града с 4000 души, но негушани успяват да ги отблъснат в голямо сражение.
След отблъскването на нападението негушани укрепяват града със стена с 9 кули с бойници - на моста в Киоски, в Киоски, при „Свети Георги“, в Алония, при Клисура, Блана, Кулата на Зафиракис при „Свети Димитър“ и при „Света Троица“.
Али паша се опитва отново да подкупи лидерите Томас Хадзихимонас, Зафиракис Теодосиу и Дели Димо, но не успява, като Зафиракис отговаря така както Аристид е отговорил на пратеника на Мардоний.

## Разположение на силите
През май 1798 година, когато стените на Негуш са почти напълно завършени, Али паша изпраща нова експедиция срещу града, този път 8000 души под командването на Исмаил Пашобей. Исмаил обещава на войниците си голяма плячка и разделя армията си на шест части, като блокира отвън входовете на града с цел да го принуди да се предаде.
Негушани, под общото командване на Дели Димо, са разположени на пет ключови места.
- В местността Хондросугла, близо до Хоропан, водени от двамата синове на Лазос Олимпиос, Христос и Никос, са разположени 80 елитни олимпийци, извикани от от Олимп от Тасос Каратасос и 300 негушани.[6]
- Тасос Каратасос, който след укрепването на града довежда в него семейството си от Дихалеври, заедно с Диамандис, Бакусис и 280 други мъже заемат пролома на Селската река.[6]
- Делиянис заедно с братята Пликас със 150 души заемат позиция в местността Гастра[6] или Кастра.[7]
- Братята Лазос и Томас Рамаданис със 150 мъже заемат позициите при Гимново и Караида на североизток от града.[6]
- На позицията Клисура е разположен Зафиракис Теодосиу с 450 души, които покриват и местността Блана и възвишението Кукули[6] (480 m) на северозапад от града.[7] Тук е и най-големията син на Анастасиос Каратасос Янакис, шестнадесетгодишният Карамицос от Влашка Блаца и Аргир Карабатаков от Копаново.[6]

## Сражение
Пашобей 13 дена не предприема атака и се опитва да примами водачите на града и на различните партии в него, като обещава строго спазване на привилегиите на града и свободата на жителите му при подчинение на Али паща, с единственото условие да приемат албански гарнизон вътре в града. Негушани отхвърлят предложението, като заявяват, че без разрешене на султана и валидесултанката не са готови да приемат ничия друга власт.
След пропадането на преговорите, на 9 юни при изгрев слънце албанците атакуват града от всички страни. Самият Исмаил ръководи нападението откъм Шел срещу частта на Каратасос. Албанците изразходват ненужно боеприпасите си, докато укрепените негушани им нанасят значителни жертви с добре насочени изстрели.
Нападението откъм река Кутийка (Кутиха) има същата съдба. След размяна на изстрели със защитниците, прикрити в импровизираните укрепления, Ибрахим Брахос от Населица повежда албанците в атака със саби, но нападателите са отблъснати с големи загуби и са преследвани до село Минощица.
В останалите точки на отбраната на града има само размяна на изстрели. Също само с размяна на изтрели минават и 10 и 11 юни, с няколко по-интензивни схватки, които обаче завършват бързо, тъй като албанците се оттеглят.
В полунощ на 11 срещу 12 юни голяма албанска част настъпва срещу възвишението Кукули, но е усетена от монаха Мелетий от манастира „Свети Йоан Предтеча Външни“, който уведомява Зафиракис, чиято част е разположена в района на Клисура. Зафиракис оставя при Клисура Янакис Каратасос и Аргир Карабатаков със 150 души и с останалите 300 заедно с Карамициос, двадесетгодишният Димитрис Сугарас (Сугарис) и неговият неразделен приятел Ангелакис Годилис пресича потока Сясяк до Арабуни и стига до Кукули, където заварва почиващите албанци и ги атакува веднага. Албанският командир е ранен в лявата ръка и изненаданите албанци се разпръсват, като част захвърлят оръжията си. След изгрева обаче останалите 400 - 500 албанци виждат малкия брой негушани и се окражават и започват контраатака. В този момент обаче пристигат 100 души, начело с Ангел Гацо, и попаднали между два огъня, албанците отново се оттеглят, оставяйки след себе си ранения си командир Ибрахим ага, който е пленен и отведен в града.
На 15 юни сутринта албанците отново започват обща атака от всички позиции, но не успяват да пробият защитата, умело ръководена от Дели Димо. На следния Пашобей заповядва нова атака, но армията му се сражава вяло, обезсърчена от постоянните поражения и изтощена от умора и липса на храна.
На 17 юни най-големият бой се води на позицията Караида, охранявана от брята Рамаданис. Албанските части от 1200 души начело с Исмаил Силихтар, които досега не са участвали в сражения, настъпват и след 2 часа успяват да обкръжат позицията на защитниците на града. Частта на Рамаданис пробива обръча с атака със саби в североизточна посока към Скала и Гимново и се укрепява около църквата „Свети Николай“. В този момент се появяват Гацо и Карамицос откъм хамбарите със 130 души и Димитрис Сугарис с 65 души откъм Плакения Драгасия на пътя за Извори. Албанците са притиснати от четири страни и поискват прекратяване на огъня срещу беса, че повече няма да воюват срещу Негуш и Гацо приема предложението.
След този неуспех Пашобей решава да прекрати обсадата. Изпраща на Томас Хадзихимонас писмо, с което го моли да лекуват пленения Ибрахим ага и се оттегля с войските си към Янина. При вестта за неуспеха Али паша изпада в ярост и тръгва собственоръчно да души Пашобей. Хадзихимонас с пратеник информира Кизлар ага и валията в Солун за успеха, но получава хладна похвала и негушани разбират, че не могат да се надяват на бъдеща помощ от централната власт.